# Пепермил Вилиџ (Мериленд)
Пепермил Вилиџ (енгл. Peppermill Village) насељено је место без административног статуса у америчкој савезној држави Мериленд.

## Демографија
По попису из 2010. године број становника је 4.895.
| Група             | 2000.    | 2010.         |
| Белци             | 0 (0,0%) | 50 (1,0%)     |
| Афроамериканци    | 0 (0,0%) | 4.514 (92,2%) |
| Азијати           | 0 (0,0%) | 13 (0,3%)     |
| Хиспаноамериканци | 0 (0,0%) | 257 (5,3%)    |
| Укупно            | 0        | 4.895         |